# Droga krajowa B246 (Niemcy)
Droga krajowa 246 (niem. Bundesstraße 246, B 246) – niemiecka droga krajowa przebiegająca przez teren Niemiec z zachodu na wschód od skrzyżowania z drogą B245 w Neuwegersleben w Saksonii-Anhalt do skrzyżowania z drogą B112 w Eisenhüttenstadt w Brandenburgii. Bieg drogi jest przerwany w okolicach Magdeburga pomiędzy Wanzleben na zachodzie a Königsborn na wschodzie.

## Plany
Planowane jest przedłużenie zachodniego odcinka od Wanzleben do węzła z autostradą A14 w kierunku Magdeburga oraz przedłużenie drogi w Eisenhüttenstadt do granicy z Polską.

## Linki zewnętrzne

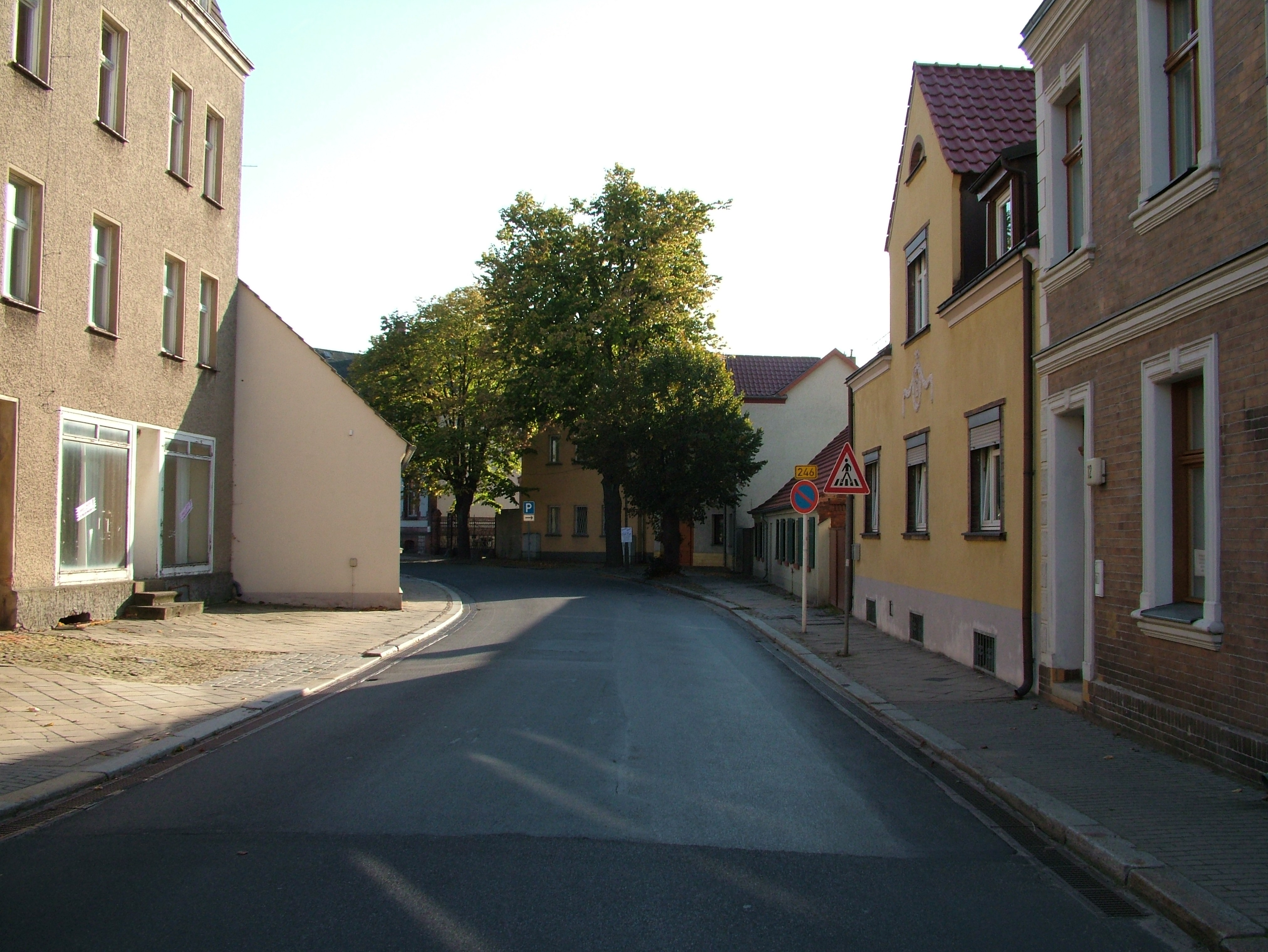
Droga B246 w miejscowości Storkow